# Campeonato da Micronésia de Atletismo de 2016
O Campeonato da Micronésia de Atletismo de 2016 foi a 5ª edição da competição organizada pela Associação de Atletismo da Oceania entre 2 de junho a 4 de junho de 2016. O evento foi celebrado na cidade de Kolonia, nos Estados Federados da Micronésia, com um total de 31 provas (18 masculino, 13 feminino). Teve como destaque Guam com 24 medalhas sendo 15 de ouro.

## Medalhistas

### Masculino
| Evento                 | Ouro                                             | Ouro     | Prata                                                   | Prata    | Bronze                                              | Bronze   |
| ---------------------- | ------------------------------------------------ | -------- | ------------------------------------------------------- | -------- | --------------------------------------------------- | -------- |
| 100 metros             | Rodman Teltull · Palau                           | 10.55    | Kitson Kapiriel · Estados Federados da Micronésia       | 11.01    | Joshua Jeremiah · Estados Federados da Micronésia   | 11.26    |
| 200 metros             | Rodman Teltull · Palau                           | 21.93    | Kitson Kapiriel · Estados Federados da Micronésia       | 22.93    | Matt Wong · Guam                                    | 23.36    |
| 400 metros             | Casey Henry · Estados Federados da Micronésia    | 52.78    | Gwynn Uehara · Palau                                    | 53.60    | Benon Kin · Estados Federados da Micronésia         | 53.61    |
| 800 metros             | Casey Henry · Estados Federados da Micronésia    | 2:05.20  | Joshua Ilustre · Guam                                   | 2:05.51  | Matthew Pangelinan · Guam                           | 2:09.11  |
| 1 500 metros           | Joshua Ilustre · Guam                            | 4:31.92  | Redley Paul · Estados Federados da Micronésia           | 4:44.07  | Tae Hyun Kim · Palau                                | 4:49.45  |
| 5 000 metros           | Redley Paul · Estados Federados da Micronésia    | 19:53.49 | Alex Alexander · Estados Federados da Micronésia        | 19:56.82 | Detrickson Ioanis · Estados Federados da Micronésia | 19:58.17 |
| 10 000 metros          | Alex Alexander · Estados Federados da Micronésia | 42:59.00 | Detrickson Ioanis · Estados Federados da Micronésia     | 43:08.90 | MJ Ioanis · Estados Federados da Micronésia         | 44:20.60 |
| 110 metros barreiras   | Michael Herreros · Guam                          | 17.62    | Jushua Kapiriel · Estados Federados da Micronésia       | 18.89    | Finley Mendiola · Estados Federados da Micronésia   | 19.59    |
| 400 metros barreiras   | Matt Wong · Guam                                 | 59.67    | Casey Henry · Estados Federados da Micronésia           | 1:01.84  | Michael Herreros · Guam                             | 1:04.25  |
| 4×100 metros estafetas | Estados Federados da Micronésia                  | 44.51    | Palau                                                   | 44.97    | Nauru                                               | 45.69    |
| 4×400 metros estafetas | Guam                                             | 3:34.69  | Estados Federados da Micronésia                         | 3:36.96  | Palau                                               | 3:43.16  |
| Salto em comprimento   | Norbin Tiru · Guam                               | 6.01     | Paul Dimalanta · Guam                                   | 5.97     | Ezra Maeladuzu · Nauru                              | 5.71     |
| Salto triplo           | Matt Wong · Guam                                 | 12.27    | Daelan Alviz · Guam                                     | 11.56    | Ryan Elias · Estados Federados da Micronésia        | 11.33    |
| Arremesso de peso      | Justin Andre · Guam                              | 13.34    | Joseph Dabana · Nauru                                   | 12.99    | Christopher Esela · Nauru                           | 11.51    |
| Lançamento de disco    | Justin Andre · Guam                              | 41.15    | Dison Soumei · Estados Federados da Micronésia          | 35.94    | Joseph Dabana · Nauru                               | 35.71    |
| Lançamento do martelo  | Justin Andre · Guam                              | 51.17    | Christopher Esela · Nauru                               | 24.24    | Frederick Canon · Nauru                             | 20.37    |
| Lançamento do dardo    | Nicholas James Gross · Marianas Setentrionais    | 43.97    | Herney Ringlen · Estados Federados da Micronésia        | 43.34    | Daniel Ekiek · Estados Federados da Micronésia      | 43.13    |
| Octatlo                | Robby George · Estados Federados da Micronésia   | 2926     | Zachery Penias Osqalt · Estados Federados da Micronésia | 2457     |                                                     |          |

### Feminino
| Evento                 | Ouro                                              | Ouro     | Prata                                                   | Prata    | Bronze                                               | Bronze   |
| ---------------------- | ------------------------------------------------- | -------- | ------------------------------------------------------- | -------- | ---------------------------------------------------- | -------- |
| 100 metros             | Zarinae Sapong · Marianas Setentrionais           | 13.35    | Maria Carmella Robert · Estados Federados da Micronésia | 13.75    | Sinsina Kau · Estados Federados da Micronésia        | 14.03    |
| 200 metros             | Zarinae Sapong · Marianas Setentrionais           | 27.87    | Lerissa Henry · Estados Federados da Micronésia         | 27.97    | Sinsina Kau · Estados Federados da Micronésia        | 29.31    |
| 400 metros             | Maria Ollet · Guam                                | 1:03.46  | Zarinae Sapong · Marianas Setentrionais                 | 1:08.80  | Reloliza Saimon · Estados Federados da Micronésia    | 1:10.26  |
| 800 metros             | Maria Ollet · Guam                                | 2:33.50  | Reloliza Saimon · Marianas Setentrionais                | 2:44.38  | Qumilinda Augustin · Estados Federados da Micronésia | 2:46.40  |
| 1 500 metros           | Maria Ollet · Guam                                | 5:32.14  | Reloliza Saimon · Estados Federados da Micronésia       | 5:48.79  | Genina Criss · Guam                                  | 5:52.18  |
| 5 000 metros           | Elizabeth Quintanilla · Guam                      | 22:14.29 | Qumilinda Augustin · Estados Federados da Micronésia    | 23:52.71 | Genina Criss · Guam                                  | 24:30.62 |
| 10 000 metros          | Genina Criss · Guam                               | 46:52.00 | Qumilinda Augustin · Estados Federados da Micronésia    | 50:19.20 | Elizabeth Quintanilla · Guam                         | 51:42.30 |
| 100 metros barreiras   | Aleina Thompsin · Estados Federados da Micronésia | 20.68    |                                                         |          |                                                      |          |
| 4×100 metros estafetas | Estados Federados da Micronésia                   | 54.95    | Estados Federados da Micronésia                         | 55.50    | Marianas Setentrionais                               | 55.54    |
| 4×400 metros estafetas | Guam                                              | 4:25.06  | Estados Federados da Micronésia                         | 4:37.29  | Marianas Setentrionais                               | 4:51.28  |
| Salto em comprimento   | Reloliza Saimon · Estados Federados da Micronésia | 3.90     |                                                         |          |                                                      |          |
| Arremesso de peso      | Sandonia Likor · Estados Federados da Micronésia  | 9.01     | Margrete Finen · Estados Federados da Micronésia        | 8.66     |                                                      |          |
| Lançamento do dardo    | Sandonia Likor · Estados Federados da Micronésia  | 25.61    | Margrete Finen · Estados Federados da Micronésia        | 18.81    |                                                      |          |

## Quadro de medalhas (não oficial)
| Ordem | País                            | Medalha de ouro | Medalha de prata | Medalha de bronze | Total |
| ----- | ------------------------------- | --------------- | ---------------- | ----------------- | ----- |
| 1     | Guam                            | 15              | 3                | 6                 | 24    |
| 2     | Estados Federados da Micronésia | 11              | 21               | 10                | 42    |
| 3     | Marianas Setentrionais          | 3               | 1                | 2                 | 6     |
| 4     | Palau                           | 2               | 2                | 2                 | 6     |
| 5     | Nauru                           | 0               | 2                | 5                 | 7     |
| Total | Total                           | 31              | 29               | 25                | 85    |

## Participantes
Segundo uma contagem não oficial 6 países participaram.
| - Guam - Ilhas Marshall | - Estados Federados da Micronésia - Nauru | - Marianas Setentrionais - Palau |

Legenda
| Recorde mundial       | Recorde mundial (World record)               |                       | Recorde africano                      | Recorde africano (African) |                                           | Q | Classificado por posição (Qualified) |
| Recorde do campeonato | Recorde do campeonato (Championship record)  | Recorde da América    | Recorde da América (Americas)         | q                          | Classificado por melhor tempo (Qualified) |   |                                      |
| Melhor marca do ano   | Melhor marca do ano (World leading)          | Recorde asiático      | Recorde asiático (Asian)              | DNS                        | Não largou (Did not start)                |   |                                      |
| Recorde nacional      | Recorde nacional (National record)           | Recorde europeu       | Recorde europeu (European)            | DNF                        | Não terminou (Did not finish)             |   |                                      |
| Recorde pessoal       | Recorde pessoal do atleta (Personal best)    | Recorde da Oceania    | Recorde da Oceania (Oceania)          | DSQ / DQ                   | Desclassificado (Disqualified)            |   |                                      |
| Recorde da temporada  | Recorde da temporada do atleta (Season best) | Recorde sul-americano | Recorde sul-americano (South America) | NM                         | Sem marca (No mark)                       |   |                                      |